# SIGPIPE
SIGPIPE (z anglických slov signal a pipe, tedy signál a roura) je signál v systémech kompatibilních se standardem POSIX. Číslo SIGPIPE je 13. Proces tento signál obdrží, pokud se pokusí psát do roury, která není na druhém konci připojena. Jeho číselná hodnota je definována v hlavičkovém souboru signal.h a na různých platformách se může lišit.
Přednastavenou reakcí pro proces je ukončení se, ale pomocí sigaction je možné reakci předefinovat. 

## Příklad
Nasimulovat SIGPIPE je možné například pomocí
```
$ 
yes
 
|
 
head
 
-n
 
1

```

- yes v nekonečné smyčce vypisuje „y“, jeden na řádku
- head -n 1 vypíše první řádek vstupu a pak se ukončí.

příkaz yes se snaží zapisovat do už uzavřené roury a obdrží signál SIGPIPE.
Což se neprojeví viditelně.
Ale např. v bash se projeví na nenulovém stavu v PIPESTATUS:
```
$ 
echo
 
$PIPESTATUS

141

```